# Kim Jong-nam
Kim Jong-nam (en coreà: 김정남 transliterat com Kim Chŏng-nam) (Pyongyang, 10 de maig de 1971 – Districte de Sepang, 13 de febrer de 2017) va ser un polític nord-coreà, fill gran de Kim Jong-il, l'antic líder del país asiàtic. Fins al 2001 se'l va considerar com el successor del seu pare.

## Primers anys
Jong-nam va néixer a Pyongyang, fill de Song Hye-rim, una de les tres dones de les quals se sap que han tingut fills amb Kim Jong-il. Com que el líder nord-coreà pretenia mantenir en secret la seva relació amb Song degut a la desaprovació paterna, en un principi Jong-nam no va anar a l'escola, sinó que va ser enviat a viure amb la germana gran de la seva mare, qui el va educar a casa seva. El 1996, Jong-nam va ingressar a una escola d'elit pels fills d'alts càrrecs del Partit del Treball de Corea.

## Incident del 2001
El maig del 2001, Jong-nam va ser arrestat quan va arribar a l'Aeroport Internacional de Narita, a Tokio. Al moment d'arrest, anava acompanyat de dues dones i un nen de quatre anys identificat com el seu fill. Estava viatjant amb un passaport dominicà fals i utilitzant un àlies xinès, Pang Xiong (en Pinyin Pàng Xióng), que literalment significa Ós Gras. Jong-nam portava una jaqueta estatunidenca negra i una cadena d'or. Després de passar dies detingut, va ser deportat a la Xina. En un principi Kim va dir que era al Japó per visitar Tokyo Disneyland. L'incident va fer que Kim Jong-il cancel·lés un viatge a la Xina per la vergonya que van tenir ambdós països. Segons la revista japonesa Shukan Shincho, Jong-nam hauria fet tres entrades clandestines a territori japonès.

## Últims anys a l'exili
El South China Morning Post va informar l'1 de febrer de 2007 que Kim Jong-nam havia viscut d'incògnit amb la seva família a Macau durant uns tres anys i que aquest era motiu de certa vergonya pels governs de Macau i Xina.
La televisió sud-coreana i el South China Morning Post també van informar que el 2007, Kim Jong-nam tenia un passaport portuguès. No obstant això, les autoritats portugueses i el cònsol portuguès a Macau, Pedro Moitinho d'Almeida, van declarar que si Kim tenia aquest document, seria una falsificació.
El gener del 2009, Kim Jong-nam va dir que no tenia "interès" a prendre el poder a Corea del Nord, declarant que només ell volia decidir sobre el seu futur.
L'1 de gener de 2012, el diari japonès Yomiuri Shimbun va informar que Kim Jong-nam havia volat secretament el 17 de desembre de 2011 a Pyongyang des de Macau, després de saber que el seu pare havia mort aquell dia, i es diu que va acompanyar a Kim Jong-un per mostrar els seus últims respectes cap al seu pare. Després d'uns dies, va tornar a Macau i no va ser present al funeral per evitar especulacions sobre la seva successió.

## Mort
El 14 de febrer de 2017, els mitjans de comunicació sud-coreans van informar que Kim Jong-nam havia estat assassinat a l'Aeroport Internacional de Kuala Lumpur a Malàisia, enverinat per dues dones no identificades. Com que l'individu en qüestió viatjava a Malàsia amb el pseudònim de "Kim Chol", els funcionaris de Malàsia no van confirmar inicialment que Kim Jong-nam era l'home assassinat.
La policia de Malàsia va confirmar que Kim Jong-nam va morir en ser traslladat de l'aeroport a un hospital, però van dir que la causa encara no es coneixia. Més tard, el director del Departament d'Investigació Criminal de Malàsia, Mohmad Salleh, va dir als mitjans de comunicació: "No hi ha senyal que Kim hagi estat assassinat". Funcionaris del govern de Malàsia van confirmar que els funcionaris nord-coreans es van oposar a qualsevol forma d'autòpsia. Alguns informes inicials van mencionar com a possibles armes mortals alguna forma d'esprai enverinat o agulles. No obstant això, i sabent la informació disponible, tampoc es descarta que hagués tingut un atac de cor.